# Déo Kanda
Déo Kanda A Mukok (* 11. August 1989 in Matadi) ist ein kongolesischer ehemaliger Fußballnationalspieler.

## Werdegang
Kanda spielte in seiner Jugendzeit von 2005 bis 2007 für den Jack Trésor FC. 2007 bekam er mit der Verpflichtung beim Daring Club Motema Pembe seinen ersten Profivertrag. 2009 wechselte er zu Tout Puissant Mazembe, wo er bis 2013 in 40 Spielen 15 Tore erzielte. 2013 wechselte zu Raja Casablanca, wo er einen Dreijahresvertrag erhielt, jedoch innerhalb der Saison 2013/14 nur zu drei Einsätzen kam. In der ersten Hälfte der Saison 2014/15 stand er beim AS Vita Club unter Vertrag, den er jedoch im Februar 2015 nach Griechenland verließ, um laut transfermarkt.de bei AE Larisa zu spielen.
Im Jahr 2011 gab er sein Debüt für die Fußballnationalmannschaft der Demokratischen Republik Kongo und bestritt bis Ende 2014 21 Länderspiele, darunter Spiele bei der Fußball-Afrikameisterschaft 2013 und im Rahmen der Qualifikation zur Fußball-Weltmeisterschaft 2014.